# President van Suriname
De President van Suriname is de hoogste politieke positie in de Republiek Suriname. Na hem volgt de vicepresident van Suriname (vóór 1987 de premier van Suriname).
De president wordt voor een periode van vijf jaar gekozen door De Nationale Assemblée in een eerste en tweede ronde. Indien geen van de kandidaten een tweederdemeerderheid in De Nationale Assemblée behaalt, worden de presidentsverkiezingen in de Verenigde Volksvergadering gehouden, waar de leden van De Nationale Assemblée, de ressort- en districtsraden de president bij een gewone meerderheid kiezen. De president beëdigt doorgaans na zijn benoeming gelijk zijn kabinet. 

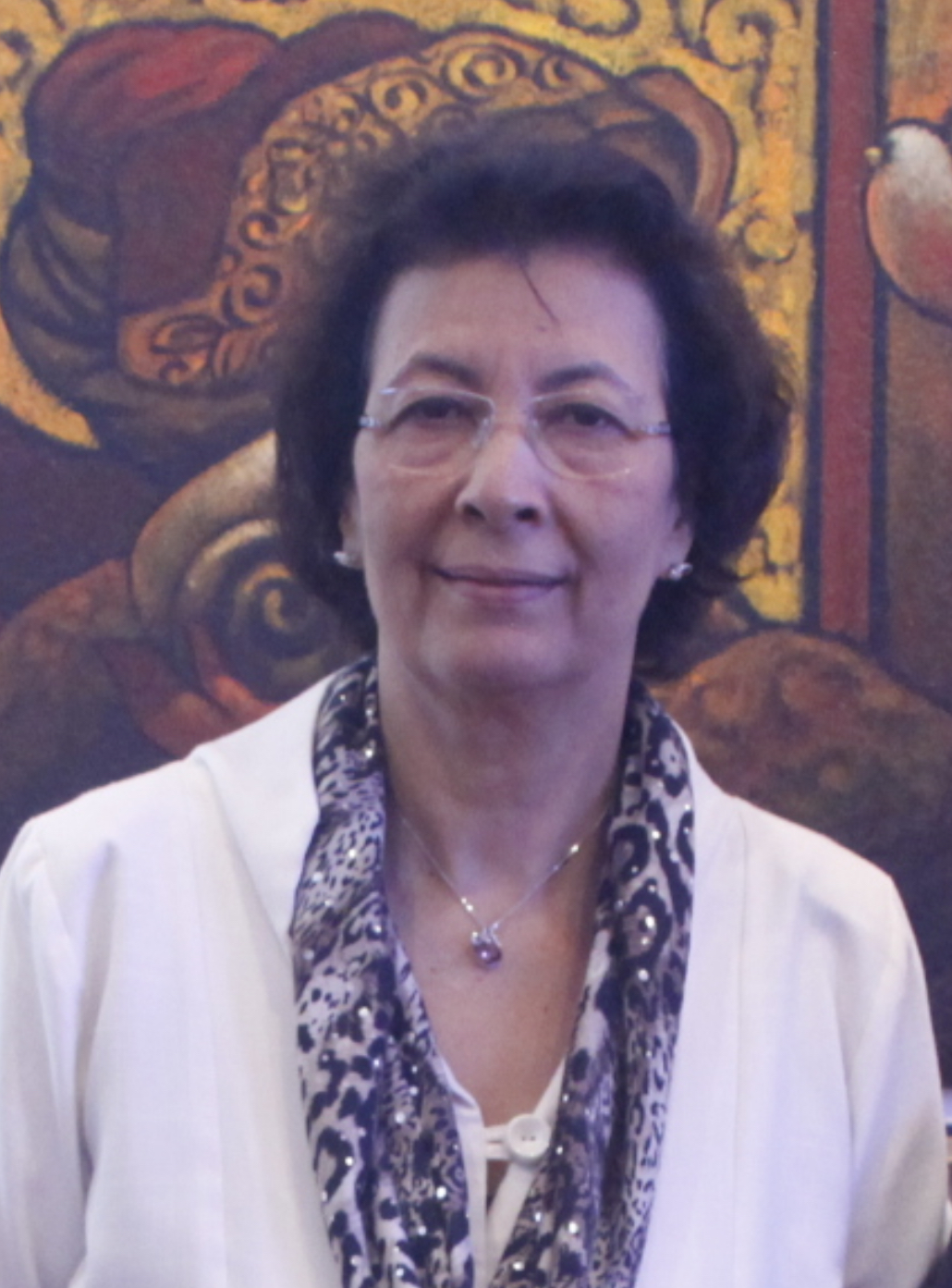
Jennifer Simons, in ambt sinds 2025